# Бјуна (Њу Џерзи)
Буна (енгл. Buena) град је у америчкој савезној држави Њу Џерзи.

## Демографија
По попису из 2010. године број становника је 4.603, што је 730 (18,8%) становника више него 2000. године.
| Група             | 2000.         | 2010.         |
| Белци             | 2.572 (66,4%) | 2.685 (58,3%) |
| Афроамериканци    | 296 (7,6%)    | 434 (9,4%)    |
| Азијати           | 17 (0,4%)     | 82 (1,8%)     |
| Хиспаноамериканци | 916 (23,7%)   | 1.354 (29,4%) |
| Укупно            | 3.873         | 4.603         |